# Justice Denied
Justice Denied é a única revista impressa publicada regularmente no mundo exclusivamente dedicada a questões relacionadas a condenações injustas. A revista publica matérias sobre condenações injustas, erros judiciais e questões de justiça criminal relacionadas à acusação e condenação de pessoas inocentes em países ao redor do mundo. 

## Detalhes
Justice Denied foi fundada em 1998 como uma revista voluntária e sem fins lucrativos para promover a conscientização sobre condenações injustas e suas causas e prevenções. Sua primeira edição foi em fevereiro de 1999, e as duas co-editoras originais foram Stormy Thoming-Gale e Clara Boggs.
Em 1º de janeiro de 2011 Justice Denied tornou-se uma publicação somente na Internet com a edição atual e todas as edições anteriores disponíveis online gratuitamente.
Um índice completo dos mais de 1.000 artigos publicados em Justice Denied relacionados a condenações injustas em todos os estados dos Estados Unidos e dezenas de outros países está disponível em seu site.